# 徳興
徳興（とくこう）は、北遼の秦王耶律定（摂政は徳妃蕭普賢女）の治世に使用された元号。1122年6月 - 1123年2月。

## 西暦との対照表
| 徳興 | 元年   | 2年    |
| 西暦 | 1122年 | 1123年 |
| 干支 | 辛丑   | 癸卯   |